# Szlivje (Dolneni)
Szlivje (macedónul: Сливје) település Észak-Macedóniában, a Pelagonijai körzet Dolneni járásában.

## Népesség
| Lakosok száma | 183  | 215  | 199  | 196  | 93   | 40   | 32   | 35   | 23   |
|               | 1948 | 1953 | 1961 | 1971 | 1981 | 1991 | 1994 | 2002 | 2021 |

2002-ben 35 lakosa volt, akik mindannyian macedónok.